# Black Snake Moan
Black Snake Moan è un film drammatico del 2007 scritto e diretto da Craig Brewer, interpretato da Samuel L. Jackson e Christina Ricci.
La trama è vagamente ispirata al romanzo Silas Marner (1861) di George Eliot. Molteplici i riferimenti al genere blues a partire dal titolo, tratto da una canzone del chitarrista e cantante Blind Lemon Jefferson, e dalla colonna sonora.

## Trama
La giovanissima Rae soffre di disturbi del comportamento sessuale, che si manifestano in un desiderio bruciante che la divora e che deve soddisfare, il che la rende un vero e proprio bersaglio per ogni uomo di un piccolo sobborgo agrario di Memphis, Tennessee, dove vive. A salvarla da un giro di vizio e depravazione ci penserà l'anziano Laz, un solitario contadino nonché bluesman, abbandonato dalla moglie, che trova Rae abbandonata e delirante vicino a casa. La raccoglie e la nasconde a casa sua, cercando di curarla dal suo male fisico ed interiore. Il suo intento non è solo di sottrarla ad abusi più o meno consensuali, ma di renderla conscia delle proprie libertà e dignità di persona, cercando così di darle una possibilità di riscatto e salvezza. Alla fine la donna sposerà un suo vecchio amore (un ex militare pieno di problemi psicologici e comportamentali), ma insieme riusciranno a superare i problemi della vita.

## Produzione
Il film ha due momenti musicali molto importanti, legati al blues. Durante un temporale, Lazarus impugna dopo anni la sua vecchia chitarra ed interpreta un 'Black Snake Moan' stupendo, aiutando Rae a superare le sue paure e le sue ossessioni. Poi vanno a divertirsi in un tipico locale del sud, dove Lazarus suona due brani con autentici musicisti blues. Uno di questi due brani è 'Alice Mae' scritto dal bluesman R. L. Burnside, dedicato espressamente alla ragazza, alla nuova Rae che sta nascendo, che canalizza i suoi turbamenti in un ballo.

## Curiosità
- Due camei blues, parte integrante del film, sono le due apparizioni (in bianco e nero) del musicista blues Son House, che all'inizio del film e alla fine spiega brevemente la sua visione della vita, dell'amore e del blues.
- La casa di produzione 'Southern Cross the Dog' fa riferimento all'incrocio tra due linee ferroviarie del sud degli U.S.A., spesso citate da molti musicisti blues, che usavano il treno come mezzo economico di trasporto.
- Samuel L. Jackson ha studiato per mesi come suonare la chitarra, in modo da poter lui stesso interpretare i blues, senza aiuto di controfigure.

## Distribuzione
Primo weekend Usa: 4016000 $; incasso totale Usa: 9288000 $; incasso totale nel mondo: 10.9 milioni.
Il film è rimasto inedito nelle sale italiane ed è stato pubblicato solo per l'home video.

## Colonna sonora
Black Snake Moan è stata realizzata il 30 gennaio 2007 da New West Records e presenta vari artisti blues, oltre a quattro registrazioni di Samuel L. Jackson stesso. I 17 brani sono un esempio di blues rurale contemporaneo.

## Riconoscimenti
- 2007 Teen Choice Awards
  - Nomination come Miglior attore rivelazione per Justin Timberlake